# (31618) Tharakan
1999 GE18 (asteroide 31618) é um asteroide da cintura principal. Possui uma excentricidade de 0.06035930 e uma inclinação de 7.15733º.
Este asteroide foi descoberto no dia 15 de abril de 1999 por LINEAR em Socorro.